# Francis De Taddeo
Francis De Taddeo (Briey, 19 december 1957) is een Frans/Italiaans voetbalcoach.

## Carrière
De Taddeo was zelf een amateurvoetballer die speelde als verdediger bij Audun-le-Roman, CSO Amnéville en AS Clouange. Nadien trainde hij tot in 1986 de jeugd van Clouange en van 1986 tot 1996 de jeugd van Metz. De Taddeo begon zijn trainerscarrière in 1996 als trainer van het tweede elftal van FC Metz tot in 2006. Hij was in 2001 even actief als interim-coach van het eerste elftal. Van 2006 tot 2007 was hij opnieuw hoofdcoach van het eerste elftal. Van 2008 tot 2011 trainde hij de tweede ploeg van AJ Auxerre. Hierna werd hij hoofdcoach van Amiens SC. In 2015 was hij korte tijd actief bij de tweede ploeg van SM Caen.
Van 2015 tot 2018 was hij hoofd van de jeugdopleiding van SM Caen en sinds 2018 is hij actief als hoofd van de jeugdopleiding van de Montpellier HSC.

## Erelijst
- Frans kampioen tweede klasse: 2006/07

## Privéleven
Zijn zoon Maxime De Taddeo is een voetballer. Zijn dochter Alexandra De Taddeo raakte betrokken in een schandaal rond een sekstape met kandidaat-burgemeester van Parijs Benjamin Griveaux die zich later terugtrok als kandidaat.